# جاندان يوجير
جاندان يوجير (بالتركية: Candan Yüceer) (من مواليد 4 مايو 1973) وهي سياسية تركية من حزب الشعب الجمهوري (تركيا) (CHP). عملت عضوة في برلمان تكرطاغ منذ 12 يونيو 2011.

## حياتها
ولدت يوجير في حكيم خان، وهي مقاطعة في ملطية في عام 1973. تخرجت من كلية الطب بجامعة غازي وعملت ممارسة في وزارة الصحة في أنقرة. هي واحدة من الأعضاء المؤسسين لجمعية Çerkezköy CUMOK، وهي واحدة من أكثر المجتمعات الكمالية شهرة في تركيا التي شكلها قراء صحيفة «جمهوريت». عملت أيضا في المجلس التنفيذي ل CUMOK على الصعيد الوطني. كانت عضوة ورئيسة لجمعية الفكر "Atatürkist" في سراي، وكانت أيضًا عضوة في جمعية المرأة (Kadınlar El Ele Derneği - جمعية العناية النسائية).
وهي متزوجة ولديها طفلان ويمكنها التحدث باللغة الإنجليزية بطلاقة.

## عملها السياسي
انتخبت يوجير عضوة في البرلمان الشعبي في مقاطعة تكرطاغ الانتخابية في الانتخابات العامة لعام 2011. وقد انتخبت لاحقًا في مجلس حزب الشعب الجمهوري وانتخبت نائبة في الانتخابات التشريعية التركية يونيو 2015. بصفتها عضوة في البرلمان، قدمت دعمها لحقوق العمال والعمل الصناعي، حيث اجتمعت مع 1.871 عاملاً أضربوا عن العمل في مصنع للبوليمر في سراي لتقديم دعمها في 19 يونيو 2015.